# Тамбовська губернія
Тамбовська губе́рнія — адміністративна одиниця Російської імперії, що містилася у східній частині центральної чорноземної області імперії. Губернське місто — Тамбов.
Займала території сучасних Тамбовської, частково Липецької, Воронезької, Рязанської, Пензенської, Нижегородської, Саратовської областей та Республіки Мордовія.
Площа губернії становила 58 511 верст² (66 588 км²).

## Історія
Губернія була утворена 1796 року з Тамбовського намісництва. Проіснувала до 1928 року.

## Адміністративний поділ
На 1897 рік складалася із 12 повітів
- Борисоглібський повіт
- Єлатомський повіт
- Кирсановський повіт
- Козловський повіт
- Лебедянський повіт
- Липецький повіт
- Моршанський повіт
- Спаський повіт
- Тамбовський повіт
- Темниковський повіт
- Усманський повіт
- Шацький повіт

1923 року Єлатомський, Спаський та більша частина Шацького повітів відійшла до Рязанської губернії. Темниковський повіт було розділено між 3 губерніями, Усманський повіт відійшов до Воронізької губернії. 1924 року Лебедянський повіт увійшов до складу Липецького повіту.